# Entidad Nacional de Acreditación
La Entidad Nacional de Acreditación (ENAC) es, según el Real Decreto 1715 de 2010,  el único organismo español dotado de potestad pública para otorgar acreditaciones de acuerdo con lo establecido en el Reglamento Europeo (CE) n.º765/2008

## Función
Su función es evaluar, mediante auditorías, que los organismos evaluadores de la conformidad (laboratorios, entidades de inspección, de certificación y de verificación o validación, entre otros) sean técnicamente competentes. 
ENAC evalúa organismos evaluadores de conformidad que realizan la certificación de productos y sistemas de gestión, la inspección de seguridad de las instalaciones, el análisis de productos alimenticios, la inspección técnica de vehículos, los análisis clínicos, las denominaciones de origen, la inspección y análisis de emisiones y vertidos, los ensayos de materiales, el análisis de aguas, las verificaciones de emisiones de gases de efecto invernadero, el análisis de ADN, la inspección y análisis de legionela, las pruebas forenses, la medida de ruidos, etc.

## Normas internacionales por las que se rige la acreditación
La serie ISO 17000 es una familia de estándares ISO que abarca una gran variedad de temas, pero incluye el tema de la evaluación de conformidad (certificación y la acreditación). Las normas relacionadas con la acreditación de la serie ISO 17000 son:
- Laboratorios de Ensayo UNE-EN ISO/IEC 17025
- Laboratorios de Calibración UNE-EN ISO/IEC 17025
- Entidades de Inspección  UNE-EN ISO/IEC 17020
- Entidades de Certificación de Productos UNE-EN ISO/IEC 17065
- Entidades de Certificación de Sistemas de  Gestión UNE-EN ISO/IEC 17021
- Entidades de Certificación de Personas UNE-EN ISO/IEC 17024
- Validación y verificación UNE-EN ISO/IEC 17029
- Proveedores de Programas de Intercomparación UNE-EN ISO/IEC 17043
- Productores de Materiales de Referencia UNE-EN ISO 17034

Otras normas ISO:
- Laboratorios Clínicos UNE-EN ISO 15189
- Biobancos UNE-EN ISO 20387
- Verificadores Medioambientales Reglamento CE 1221/2009
- Verificadores de emisiones de gases de efecto invernadero, EA-6/03, UNE-EN 45011, UNE-EN ISO 14065

## Reconocimiento internacional
ENAC es el representante español de la European co-operation for Accreditation (EA) y firmante de los Acuerdos Multilaterales de Reconocimiento (MLA en inglés), suscritos entre más de 100 países.
El objetivo de estos acuerdos es reducir los obstáculos técnicos al comercio de productos y servicios al favorecer la aceptación de los certificados emitidos por entidades acreditadas eliminando, así, la necesidad de repetir controles y ensayos en el país de destino.

## OCA
Con el fin de gestionar el riesgo, la legislación sobre seguridad industrial recoge la obligatoriedad de ciertas inspecciones. Deben someterse a ellas numerosas instalaciones y equipos con unas periodicidades determinadas y el encargado de realizarlas será un Organismo de Control (OCA) regido por la Ley de Industria y por el Reglamento de la Infraestructura para la Calidad y la Seguridad Industrial.
Para operar como organismo de control es necesario estar autorizado por las Administraciones Públicas (de ahí la denominación como OCAs de estos organismos), lo cual requiere a su vez estar acreditado por ENAC.La norma ISO/IEC 17020 es la norma internacionalmente reconocida para evaluar la competencia técnica de las entidades de inspección y es la norma con la que ENAC las acredita.
La autorización es concedida por el órgano competente de la Comunidad Autónoma donde los organismos inicien su actividad o radiquen sus instalaciones, excepto en determinados casos(p. ej. homologaciones de vehículos, componentes, partes integrantes) en los que la autorización corresponde a la Administración General del Estado.
Inspecciones que llevan a cabo las OCAS:
- Inspección reglamentaria de instalaciones eléctricas.
- Inspección reglamentaria de aparatos de elevación de personas o cargas.
- Inspección reglamentaria de instalaciones mecánicas.
- Inspección reglamentaria de transportes de mercancías.
- Control Medioambiental.
- GIRASAL - Gestor de Inspecciones Reglamentarias.